# لويد ساكستون
لويد ساكستون (بالإنجليزية: Lloyd Saxton)‏ هو لاعب كرة قدم بريطاني في مركز حراسة المرمى، ولد في 18 أبريل 1990 في Alsager ‏ في المملكة المتحدة. لعب مع برادفورد سيتي ونادي بليموث أرجايل ونادي ليفربول.

## وصلات خارجية
- لويد ساكستون على موقع قاعدة بيانات كرة القدم.إي يو (الإنجليزية)
- لويد ساكستون على موقع Soccerbase.com (لاعب) (الإنجليزية)
- لويد ساكستون على موقع Soccerway.com (الإنجليزية)